# Jennifer Koh
Jennifer Koh (Glen Ellyn, 8 ottobre 1976) è una violinista statunitense.
Nata da genitori coreani, Koh ha conseguito un baccellierato in letteratura inglese all'Oberlin College e un diploma di esecuzione al vicino conservatorio di Oberlin. È anche laureata al Curtis Institute ed è stata la medaglia più alta nella Competizione Tchaikovsky del 1994. Nello stesso anno ha anche vinto una borsa di studio dal Concert Artists Guild. Ha ricevuto un Avery Fisher Career Grant nel 1995.
Koh ha suonato con orchestre come la Los Angeles Philharmonic, New York Philharmonic, Czech Philharmonic, BBC National Orchestra of Wales, Orchestra Sinfonica di Baltimora, Saint Louis Symphony, e l'Orchestra di Cleveland ed è una sostenitrice dell'educazione musicale per i bambini.
È elogiata per i suoi programmi di Bach. Ha suonato e registrato una serie "Bach e oltre", che ha ricevuto gli elogi della critica. Fa spesso anteprime e registra musica contemporanea di compositori come Kaija Saariaho, John Zorn, and Esa-Pekka Salonen.
Nel 2012, Koh è stata una esecutrice presente nel rilancio dell'opera di Philip Glass & Robert Wilson Einstein on the Beach, raffigurante la figura di Einstein.

## Progetti

### Mixtape
Un progetto per la composizione di un concerto per violino che chiede ai compositori di impegnarsi con la cultura musicale contemporanea americana integrandola nella loro vita musicale durante la creazione del loro lavoro. I compositori impegnati a far parte del progetto erano Vijay Iyer, Andrew Norman e Chris Cerrone.

### Follia in comune
Due recital di brevi lavori per solisti che esplorano il rapporto tra il violinista e lo strumento composto da più di 30 maggiori compositori di oggi. Ogni compositore Follia in comune ha regalato il suo tempo e la sua musica al progetto, che esemplifica la nostra comunità di beneficenza di artisti e sostenitori. Follia in comune celebra questo supporto e cerca anche di incapsulare l'intensità del processo creativo condivisa tra compositore ed esecutore.
I compositori sono: Samuel Adams, Timo Andres, Matt Aucoin, Jean-Baptiste Barriere, Derek Bermel, Lisa Bielawa, Daniel Bjarnason, David Bruce, Chris Cerrone, Anthony Cheung, Bryce Dessner, Zosha di Castri, Philip Glass, Michael Gordon, Mark Grey, John Harbison, Vijay Iyer, Gabriel Kahane, Phil Kline, David Lang, David Ludwig, James Matheson, Missy Mazzoli, Eric Nathan, Marc Neikrug, Andrew Norman, Christopher Rountree, Frederic Rzewski, Kaija Saariaho, Esa-Pekka Salonen, Sean Shepherd, Noam Sivan, Augusta Read Thomas, Julia Wolfe

### Un ponte per Beethoven

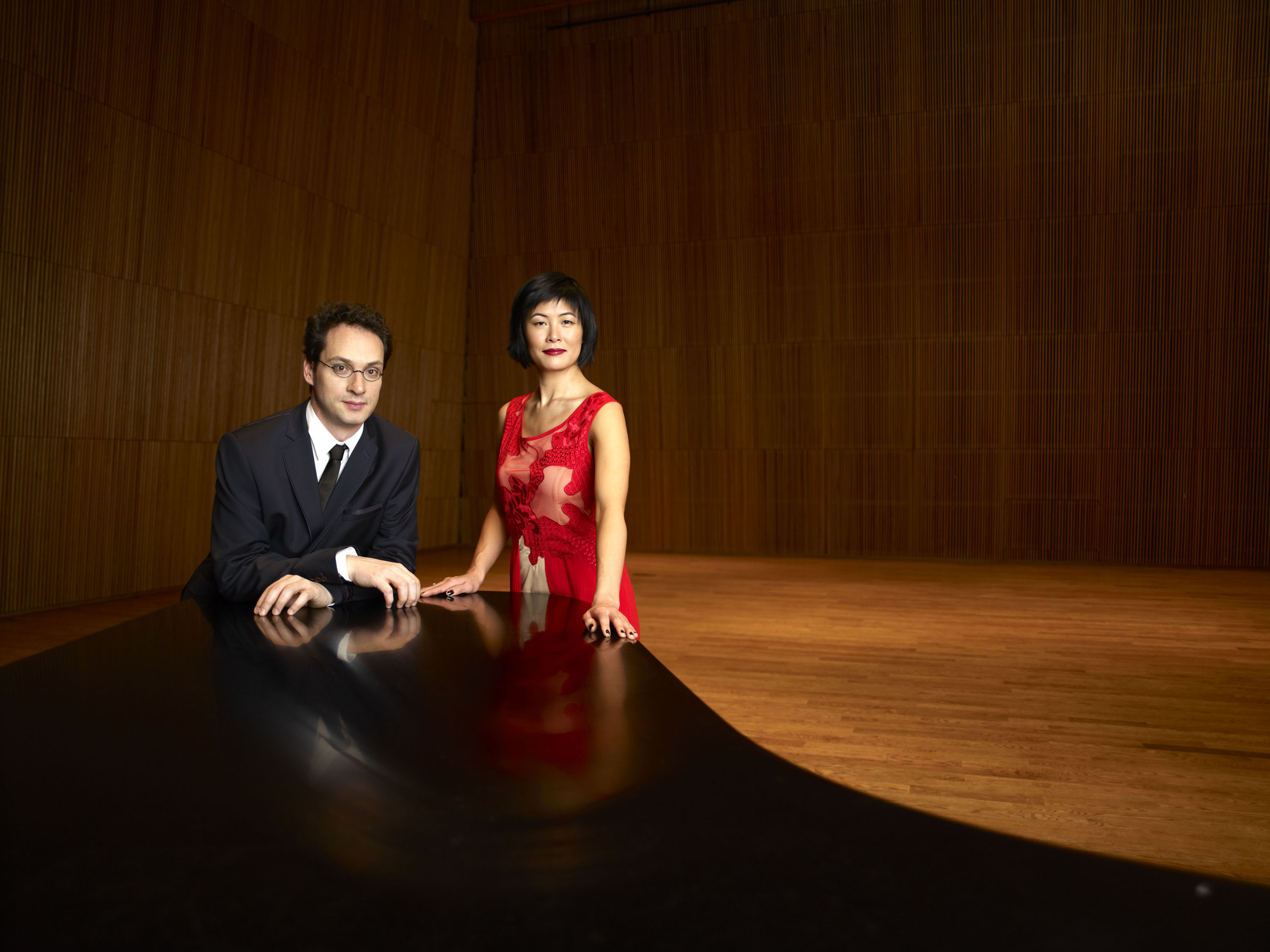
Jennifer Koh e Shai Wosner

Un ponte per Beethoven è una serie di recital in quattro parti con il pianista Shai Wosner; sonate per violino di Beethoven in coppia con composizioni ispirate a sonate specifiche di Anthony Cheung, Vijay Iyer e Andrew Norman, e una sonata contemporanea di Jörg Widmann. Il progetto cerca di esplorare la musica, il mito e l'impatto di Beethoven su un gruppo eterogeneo di compositori e musicisti.

### Bach & Oltre
Una serie di recital in tre parti, in accoppiamento con le Sonate e Partite complete di Bach, insieme ad opere contemporanee e di recente composizione dal video-artista Tal Rosner ed i compositori John Harbison, Phil Kline, Kaija Saariaho, e John Zorn. Ogni programma è stato creato per rafforzare la connessione tra le opere di Bach e i nostri giorni, attraverso un percorso storico delle opere per violino solo.

### Fuori scena, Su Disco
Una serie di video on-line che danno un'occhiata dietro le quinte della vita di un artista di concerto, in brevi episodi, in stile documentaristico, disponibili su YouTube. Tre episodi sono:
- Creatività, su youtube.com.
- Collaborazione, su youtube.com.
- Prendersi cura del proprio corpo, su youtube.com.

### Two x Four
Due x Quattro è un progetto che celebra il rapporto tra insegnante e studente attraverso la musica. Quattro opere scritte per due violini esaminano l'evoluzione della prassi esecutiva e della composizione. Il Concerto Doppio di Bach e Echorus di Philip Glass vengono eseguiti insieme a nuove opere di Anna Clyne e David Ludwig. Eseguiti con Jaime Laredo e la Chicago Symphony Orchestra (dicembre 2012), Curtis 20/21 Ensemble al Philadelphia Chamber Music Society, Miller Theatre, e Kennedy Center (marzo 2013), Delaware Symphony (Maggio 2012) IRIS Orchestra (Nov. 2012), Los Angeles Chamber Orchestra (marzo 2014), Vermont Symphony (marzo 2013) e Alabama Symphony Orchestra (Aprile 2014).

### Einstein on the Beach
Jennifer Koh è stata la prima donna e asiatica ad eseguire da sola il ruolo del violino di Einstein in Einstein on the Beach con il direttore Robert Wilson, il compositore Philip Glass, e la coreografa Lucinda Childs. Esecuzioni effettuate presso l'Università del Michigan, Luminato Festival, BAM, Cal Performances, LA Opera e Berliner Festspiele.

## Discografia
| Anno | Dettagli Registrazione | Etichetta       |
| ---- | --- | --------------- |
| 2016 | Tchaikovsky: Complete Works for Violin and Orchestra - Jennifer Koh, violino - Alexander Vedernikov, direttore d'orchestra - Orchestra Sinfonica di Odense | Cedille Records |
| 2015 | Bach & Beyond Part II - Jennifer Koh, violino | Cedille Records |
| 2014 | Two X Four - Jennifer Koh, violino - Jaime Laredo, violino - Curtis 20/21 Ensemble - Vinay Parameswaran, direttore d'orchestra                             | Cedille Records |
| 2013 | "Signs, Games and Messages" - Jennifer Koh, violino - Shai Wosner, pianoforte                                                                              | Cedille Records |
| 2012 | "Bach and Beyond I" - Jennifer Koh, violino | Cedille Records |
| 2010 | "The Singing Rooms" - Jennifer Koh, violin - Robert Spano, direttore d'orchestra - Works by Jennifer Higdon - Atlanta Symphony and Chorus                  | Telarc          |
| 2009 | "Rhapsodic Musings" - Jennifer Koh, violino | Cedille Records |
| 2006 | Schumann: The Sonatas for violino and pianoforte - Jennifer Koh, violino - Reiko Uchida, pianoforte                                                        | Cedille Records |
| 2006 | Jennifer Koh: Portraits - Jennifer Koh, violino - Grant Park Orchestra - Carlos Kalmar, direttore d'orchestra                                              | Cedille Records |
| 2002 | Menotti - Jennifer Koh, violino - Spoleto Festival Orchestra - Richard Hickox, direttore d'orchestra                                                       | Chandos Records |
| 2000 | "String Poetic" (Grammy Nomination for Best Chamber Music Performance) - Jennifer Koh, violino - Reiko Uchida, pianoforte                                  | Cedille Records |
| 2000 | Jennifer Koh: Violin Fantasies - Jennifer Koh, violino - Reiko Uchida, pianoforte                                                                          | Cedille Records |
| 2000 | Jennifer Koh: Solo Chaconnes - Jenniver Koh, violino | Cedille Records |
| 1997 | Klami - Whirls, Act 1 - Jennifer Koh, violino - Orchestra Sinfonica Lahti, Osmo Vänskä, Direttore d'orchestra                                              | BIS Records     |

## Premi
- Musical America Strumentista dell'Anno (2016)
- The New York Times Best Classical Music Recordings of 2012, Bach & Beyond Part I (2012)
- Asian Cultural Council Grant (2012)
- Grammy nomination for Best Chamber Music Performance, String Poetic (2009)[20]
- Avery Fischer Career Grant (1995)
- Top medalist, International Tchaikovsky Competition (1994)
- Concert Artists Guild (1994)
- US Presidential Scholar in the Arts (1993)